# Erwin Geschonneck
Erwin Geschonneck (Bartenstein, 27 dicembre 1906 – Berlino, 12 marzo 2008) è stato un attore tedesco.
Superstite dei campi di sterminio di Dachau e di Neuengamme e del naufragio del Cap Arcona, divenne uno degli attori più famosi e di successo della Repubblica Democratica Tedesca. Lavorò sia per il teatro, che per il cinema e la televisione

## Biografia
Nato nella Prussia Orientale, a Bartenstein (l'attuale Bartoszyce, in Polonia), figlio di un povero ciabattino, crebbe a Berlino dove, quando lui aveva tre anni, suo padre si era trasferito con la famiglia per lavorare come guardiano notturno. Dopo essersi diplomato, Geschonneck si guadagnò da vivere come operaio, fattorino e domestico. Aderì al movimento sportivo operaio Fichte e divenne capo dell'Arbeiter-Athletenbundes Berlin-Kreuzberg, proseguendo gli studi come gli era possibile. Nel 1929, si iscrisse al Partito Comunista. Cominciò a recitare ed entrò a far parte del coro operaio della Grande Berlino e del gruppo agitprop Sturmtrupp links, apparendo anche in spettacoli di Kabarett.
Il suo debutto sullo schermo, in una parte da figurante, risale al 1932, dove è uno degli operai in Kuhle Wampe oder: Wem gehört die Welt? di Slatan Dudow. Bisognerà aspettare altri quindici anni prima che inizi la sua carriera cinematografica. Con il nome di Erwin Gösch lavorò a vario titolo con una troupe di giovani attori ebrei. Dopo la salita al potere dei nazionalsocialisti, alla fine del 1933 emigrò in Polonia ma, nel 1934, venne arrestato e deportato in Cecoslovacchia. Da lì, si recò in Unione Sovietica dove, a Mosca, Gustav von Wangenheim aveva fondato un teatro tedesco con attori emigrati. La compagnia venne sciolta dalle autorità sovietiche e Geschonneck si recò a Odessa, diventando presidente dalla direzione sindacale del teatro. Nel 1938, la polizia segreta lo espulse dal paese. Tornato a Praga, si unì a un gruppo teatrale attivo contro il fascismo.
Dopo l'invasione tedesca, nel marzo 1939 l'attore venne arrestato dalle SS e nel 1940, senza processo né accuse, fu deportato a Dachau. Lì, Geschonneck lavorò attivamente sia per la resistenza che per sostenere il morale dei compagni di prigionia, coinvolgendoli in attività culturali e teatrali. Nel 1944, l'attore venne trasferito nel campo di concentramento di Neuengamme, nei pressi di Amburgo. Nel 1945, poco prima della capitolazione della Germania, il campo venne evacuato: una parte dei prigionieri, tra i quali si trovava Geschonneck, venne imbarcata sul Cap Arcona, già nave di lusso, all'epoca trasformata in nave prigione, con l'intenzione di farla affondare al largo di Lubecca con tutti i suoi passeggeri al fine di cancellare le tracce dei crimini commessi nel campo di sterminio. La RAF, ignorando la presenza dei prigionieri a bordo, dopo aver avvistato sul ponte della nave numerose SS, partì in missione per bombardare la nave che fu affondata. Nel naufrafio persero la vita tra le settemila e le ottomila persone. Geschonneck fu uno dei duecento prigionieri superstiti. Nel 1981, l'attore interpretò il ruolo principale in Der Mann von der Cap Arcona, un film televisivo di Lothar Bellag che ricostruiva la vicenda di cui era stato protagonista nel 1945.

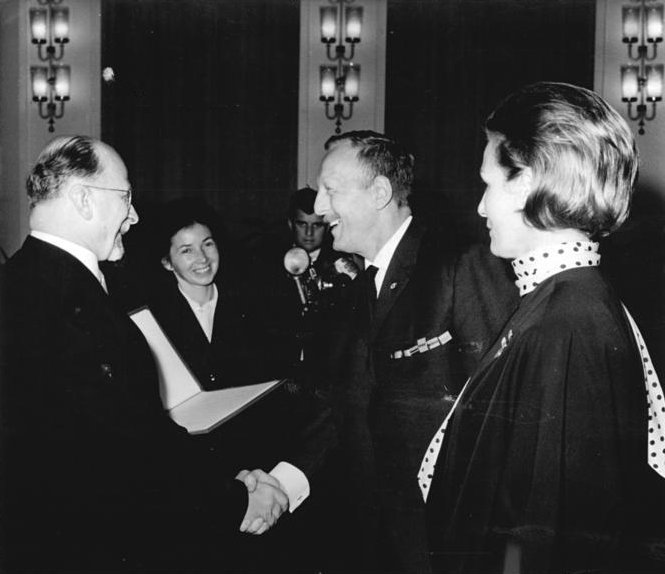
Il presidente Walter Ulbricht consegna un premio a Erwin Geschonneck (6 ottobre 1961)

Nuovamente libero, Geschonneck venne ingaggiato dall'Hamburger Kammerspiele, recitando in diverse produzioni di alto livello, diretto anche da Helmut Käutner. Il regista, nel 1954, gli affidò un ruolo secondario in un film televisivo, il primo di una lunga carriera davanti alle telecamere. A teatro, l'attore recitò in compagnie prestigiose, come quella del Berliner Ensemble. Nel 1949, prese parte a parecchi film prodotti dalla DEFA ottenendo un contratto che gli consentiva due ruoli principali ogni anno. Nel corso degli anni, Geschonneck diventò il più importante attore cinematografico della Germania Democratica, uno dei pochi a diventare internazionalmente noti. Il suo ruolo più importante resta quello di Kowalski, il barbiere del ghetto, in Jakob il bugiardo di Frank Beyer, film candidato all'Oscar nel 1977.
Geschonneck è sempre stato partecipe della vita politica, attivo nei sindacati, nel partito e nei gruppi sociali della DDR; dal 1967, è stato presidente dell'Associazione dei produttori cinematografici e televisivi della DDR e dal 1969, è stato membro a pieno titolo dell'Accademia delle Arti.
L'attore è morto a Berlino il 12 marzo 2008 all'età di 101 anni.

## Premi e Riconoscimenti
- Nel 1960, vinse il premio al miglior attore al Festival di Karlovy Vary per il film Leute mit Flügeln di Konrad Wolf.

## Filmografia

### Cinema
- Kuhle Wampe oder: Wem gehört die Welt?, regia di Slatan Dudow (1932)
- In jenen Tagen, regia di Helmut Käutner (1947)
- Finale, regia di Ulrich Erfurth (1948)
- Die letzte Nacht, regia di Eugen York (1949)
- Liebe '47, regia di Wolfgang Liebeneiner (1949)
- Der Biberpelz, regia di Erich Engel (1949)
- Hafenmelodie, regia di Hans Müller (1950)
- Das kalte Herz, regia di Paul Verhoeven (1950)
- Das Beil von Wandsbek
- Schatten über den Inseln, regia di Otto Meyer (1952)
- Die Unbesiegbaren, regia di Arthur Pohl (1953)
- Alarm im Zirkus, regia di Gerhard Klein (1954)
- Le diavolerie di Till (Les Aventures de Till L'Espiègle), regia di Gérard Philipe e Joris Ivens (1956)
- Der Hauptmann von Köln, regia di Slatan Dudow (1956)
- Schlösser und Katen, regia di Kurt Maetzig (1957)
- Katzgraben, regia di Max Jaap e Manfred Wekwerth (1957)
- Der Lotterieschwede, regia di Joachim Kunert (1958)
- Geschichte vom armen Hassan, regia di Gerhard Klein (1958)
- SAS 181 antwortet nicht, regia di Carl Balhaus (1959)
- Musterknaben, regia di Johannes Knittel (1959)
- Leute mit Flügeln, regia di Konrad Wolf (1960)
- Fünf Patronenhülsen, regia di Frank Beyer (1960)

- Jakob il bugiardo (Jakob, der Lügner), regia di Frank Beyer (1975)
- Matulla und Busch, regia di Matti Geschonneck (1995)

### Televisione
- Herr Puntila und sein Knecht Matti, regia di Peter Palitzsch e Manfred Wekwerth - film tv (1957)